# Ле-Валь-де-Гуэнан
Ле-Валь-де-Гуэна́н (фр. Le Val-de-Gouhenans) — коммуна во Франции, находится в регионе Франш-Конте. Департамент — Верхняя Сона. Входит в состав кантона Люр-Сюд. Округ коммуны — Люр.
Код INSEE коммуны — 70515.

## География
Коммуна расположена приблизительно в 340 км к юго-востоку от Парижа, в 55 км северо-восточнее Безансона, в 25 км к востоку от Везуля.
По территории коммуны протекает река Раэн.

## Население
Население коммуны на 2010 год составляло 64 человека.
| 1962 | 1968 | 1975 | 1982 | 1990 | 1999 | 2010 |
| ---- | ---- | ---- | ---- | ---- | ---- | ---- |
| 42   | 38   | 28   | 25   | 29   | 35   | 64   |

## Экономика

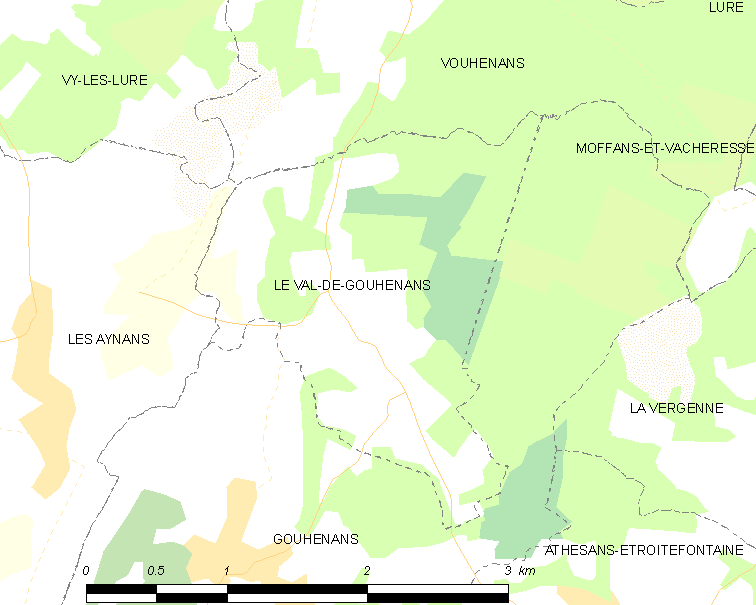
Карта коммуны

В 2010 году среди 43 человек трудоспособного возраста (15—64 лет) 27 были экономически активными, 16 — неактивными (показатель активности — 62,8 %, в 1999 году было 80,0 %). Из 27 активных жителей работали 23 человека (11 мужчин и 12 женщин), безработных было 4 (4 мужчины и 0 женщин). Среди 16 неактивных 2 человека были учениками или студентами, 8 — пенсионерами, 6 были неактивными по другим причинам.